# Semnopithecus priam priam
O Semnopithecus priam priam é uma das 2 subespécies de Semnopithecus priam. Esta subespécie é nativa da Índia, ao contrário da outra que é nativa do Sri Lanka.

## Estado de conservação
Esta subespécie foi listada como "quase ameaçada" porque embora haja habitats seguros em Karnataka e em Tamil Nadu, em Andhra Pradesh não são assim tão seguros. Porém não é o suficiente para se qualificar como "vulnerável".